# Studio Colorido
Studio Colorido Co., Ltd. (jap. 株式会社スタジオコロリド Kabushiki-gaisha Sutajio Kororido) – japońskie studio animacji założone 22 sierpnia 2011, będące filią firmy Twin Engine.

## Historia
Firma została założona 22 sierpnia 2011 przez producenta Hideo Udę. Studio wyznaje zasadę „tworzenia miejsca, w którym ludzie związani z anime mogą nadal spokojnie pracować i przyczyniać się do dalszego rozwoju japońskiej kultury animacji”. „Colorido” w nazwie studia oznacza „bogaty w kolory” lub „kolorowy” w języku portugalskim i hiszpańskim.
Lata później Studio Colorido weszło w partnerstwo biznesowe z firmą Twin Engine i stało się jej spółką zależną, a dyrektor generalny Twin Engine, Kōji Yamamoto, został jej współdyrektorem.
W kwietniu 2022 firma podpisała wieloletnią umowę koprodukcyjną z serwisem Netflix.

## Produkcje

### Filmy
- Taifū no Noruda (2015)[3]
- Penguin Highway (2018)[6]
- A Whisker Away (2020)[7]
- Burn the Witch (2020)[8]
- Dom na falach (2022)[9]
- My Oni Girl (2024)[10]

### Filmy krótkometrażowe
- Shashinkan (2013)[11]
- Hinata no Aoshigure (2013)[11]
- Wonder Garden (2013)
- Paulette no Isu (2014)

### ONA
- Fastening Days (2014–2019)
- Japan Animator Expo – Bubu & Bulbina (2015)
- Pokémon: Twilight Wings (2020)[12]
- Pokétoon – A Budding Dream (2021)
- Pokétoon – Wait Here, Magikarp! (2021)
- Gwiezdne wojny: Wizje – Rapsodia na Tatooine (2021)[13]